# 罗伯特·麦克法兰 (作家)
罗伯特·麦克法兰（1976年8月15日—）是一位英国旅行作家，任职于剑桥大学伊曼纽尔学院，主要作品有《念念远山》（Mountains of the Mind）、《荒野之地》（The Wild Places）、《古道》（The Old Ways）等。